# Motanul deghizat
Motanul deghizat (engleză Counterfeit Cat) este un serial de animație dezvoltat de Aardman Animations, Cristina Fiumara și Ben Marsaud. Este produs de Wildseed Kids, Tricon Kids & Family și Aardman Animations în asociere cu Teletoon, cu participarea Disney XD și cu animația realizată de Atomic Cartoons. Serialul urmărește aventurile unui motan Manx numit Max și a unui extraterestru numit Gark trăind într-un apartament alături de prietenii săi animale, extratereștri, oameni, și mai multe aventuri trăsnite împreună.
Serialul a avut premiera prima oară pe Disney XD în Regatul Unit pe 12 mai 2016. În Canada, serialul a avut premiera pe 1 noiembrie 2016. 52 de episoade au fost produse.

## Poveste
Motanul Deghizat prezintă povestea lui Gark, un extraterestru naiv de 9 ani cu superputeri incontrolabile și al cărui destin este sa salveze universul și pe… Max, un motan domestic plin de temeri, dar orgolios căruia îi pasă mai mult de sine.
Atunci când Gark se prăbușește cu nava sa în spălătoria lui Betty, el găsește astfel o nouă casă și are parte de o prietenie neconvențională cu Max, care învată rapid cum sa profite de puterile misterioase ale naivului Gark.  Lui Max îi place să aibă un admirator care ar face orice pentru el, dar curiozitatea extremă a lui Gark și lipsa lui de înțelegere asupra modului în care funcționează lucrurile pe Pământ, îl propulesează pe Max în tot soiul de aventuri ridicole și pline de tensiune.

## Producție
Serialul este regizat de Ben Marsaud și produs de Sarah Mattingly. Primul sezon va fi format din 52 de episoade intregi și 11 episoade scurte de două minute fiecare. 

## Dublajul în limba română
Dublajul a fost realizat de studioul Ager Film.
- Cristian Simion - Max
- Silviu Stănescu - Gark
- Tiron Valentino - Betty
- Isabela Neamțu - alte voci
- Damian Victor Oancea - alte voci
- Ion Grosu - alte voci
- Nicole Rădulescu - alte voci

Regia: Damian Victor Oancea

## Sezoane
| Sezoane | Episoade | Premiera în Marea Britanie | Premiera în Marea Britanie | Premiera în România | Premiera în România |
| Sezoane | Episoade | Început                    | Sfârșit                    | Început             | Sfârșit             |
| ------- | -------- | -------------------------- | -------------------------- | ------------------- | ------------------- |
| 1       | 52       | 12 mai 2016                | 22 ianuarie 2017           | 26 septembrie 2016  | 1 octombrie 2017    |

## Episoade
| # (serial) | Titlu                                                                   | Scris de                                          | Premiera originală | Premiera în România |
| ---------- | ----------------------------------------------------------------------- | ------------------------------------------------- | ------------------ | ------------------- |
| 1          | „Go Viral” „Internetul”                                                 | Ben Marsaud, Christina Fiumara, and Jasper Gibson | 12 mai 2016        | 26 septembrie 2016  |
| 2          | „Catiquette” „Pisichetă”                                                | George Sawyer                                     | 12 mai 2016        | 27 septembrie 2016  |
| 3          | „Bin Juice” „Suc de gunoi”                                              | Daniel Berg & Nathan Auerbach                     | 19 mai 2016        | 4 octombrie 2016    |
| 4          | „Where Do All the Cat Toys Go?” „Unde au dispărut jucăriile pisicilor?” | Howard Read                                       | 19 mai 2016        | 5 octombrie 2016    |
| 5          | „Max v Machine” „Max vs. Electrocasnice”                                | Ben Marsaud, Christina Fiumara, and Jasper Gibson | 26 mai 2016        | 6 octombrie 2016    |
| 6          | „Heart of Garkness” „Gark #i inima întunericului”                       | Reid Harrison                                     | 26 mai 2016        | 7 octombrie 2016    |
| 7          | „Betty Laser Eyes” „Betty cu ochi laser”                                | Ciaran Murtagh & Andrew Jones                     | 7 iunie 2016       | 10 octombrie 2016   |
| 8          | „Furst Born” „Ghemul de păr”                                            | Daniel Berg & Nathan Auerbach                     | 9 iunie 2016       | 11 octombrie 2016   |
| 9          | „Wormhole” „Gaura de vierme”                                            | Reid Harrison                                     | 13 iunie 2016      | 28 septembrie 2016  |
| 10         | „Catnipped” „Menta pisicească”                                          | Dale Schott                                       | 11 iunie 2016      | 29 septembrie 2016  |
| 11         | „Hang in There” „Ține-te bine”                                          | Kyle Hart                                         | 20 iunie 2016      | 30 septembrie 2016  |
| 12         | „Wart Attack” „Atacul negului”                                          | George Sawyer                                     | 23 iunie 2016      | 3 octombrie 2016    |
| 13         | „The Scarlet Mark” „Pata stacojie”                                      | Richard Preddy                                    | 28 iunie 2016      | 14 octombrie 2016   |
| 14         | „The Last Yogi Standing” „Ultimul e un chin de Yoga”                    | Josh Sager & Jerome Simpson                       | 28 iunie 2016      | 17 octombrie 2016   |
| 15         | „No Pranks Thanks” „Mersi dar fără feste”                               | Howard Read                                       | 29 iunie 2016      | 18 octombrie 2016   |
| 16         | „The Vet” „Lamă de vinar”                                               | Ciaran Murtagh & Andrew Jones                     | 29 iunie 2016      | 19 octombrie 2016   |
| 17         | „Flea Bag” „Sacul de purici”                                            | Kyle Dooley                                       | 30 iunie 2016      | 20 octombrie 2016   |
| 18         | „Humanoid” „Umanoid”                                                    | Ciaran Murtagh & Andrew Jones                     | 30 iunie 2016      | 21 octombrie 2016   |
| 19         | „Staring Dog” „Câinele care se holbează”                                | Howard Read                                       | 1 iulie 2016       | 10 aprilie 2017     |
| 20         | „28 Seconds Later” „28 de secunde mai târziu”                           | Grant Sauvé                                       | 1 iulie 2016       | 11 aprilie 2017     |
| 21         | „Nightmare on Cat Mountain” „Coșmar pe muntele pisicii”                 | Dale Schott                                       | 31 octombrie 2016  | 12 octombrie 2016   |
| 22         | „Jackson 5” „Jackson 5”                                                 | Ciaran Murtagh & Andrew Jones                     | 31 octombrie 2016  | 13 octombrie 2016   |
| 23         | „Merry Christmax” „Crăciun fericit Max”                                 | Reid Harrison                                     | 3 decembrie 2016   | 19 octombrie 2017   |
| 24         | „Low Resolutions” „Rezoluție fatală”                                    | Kendra Hibbert                                    | 3 decembrie 2016   | 19 octombrie 2017   |
| 25         | „Kitty Latte” „Litty Latte”                                             | Tim Bain                                          | 21 noiembrie 2016  | 12 aprilie 2017     |
| 26         | „The Big One” „Marele fâs”                                              | Ben Joseph                                        | 21 noiembrie 2016  | 13 aprilie 2017     |
| 27         | „Fat Cat” „Motanul dolofan”                                             | Richard Preddy                                    | 22 noiembrie 2016  | 14 aprilie 2017     |
| 28         | „Bathtub of Terror” „Gaura terorii”                                     | Andrew Burrell                                    | 22 noiembrie 2016  | 17 aprilie 2017     |
| 29         | „9 Lives” „9 Vieți”                                                     | Howard Read                                       | 23 noiembrie 2016  | 18 aprilie 2017     |
| 30         | „Breaking Bread” „Pui de la capăt”                                      | Dale Schott                                       | 23 noiembrie 2016  | 19 aprilie 2017     |
| 31         | „Fun in the Sun” „Distracție la soare”                                  | Ciaran Murtagh & Andrew Jones                     | 24 noiembrie 2016  | 20 aprilie 2017     |
| 32         | „Sardonians of the Galaxy” „Sardianul Galaxiei”                         | Ciaran Murtagh & Andrew Jones                     | 24 noiembrie 2016  | 21 aprilie 2017     |
| 33         | „Cat Box of Fear” „Înspăimântătoarea cutie de pisici”                   | Howard Read                                       | 28 noiembrie 2016  | 8 mai 2017          |
| 34         | „Max Me No Questions” „Fără întrebări”                                  | Josh Sager & Jerome Simpson                       | 28 noiembrie 2016  | 9 mai 2017          |
| 35         | „Happy Earthday” „La mulți ani pământeni”                               | Ciaran Murtagh & Andrew Jones                     | 29 noiembrie 2016  | 10 mai 2017         |
| 36         | „Zaxos Returns” „Întoarcerea lui Zaxos”                                 | Josh Sager & Jerome Simpson                       | 29 noiembrie 2016  | 11 mai 2017         |
| 37         | „Virtual Insanity” „Nebunie virtuală”                                   | Simon A. Brown                                    | 30 noiembrie 2016  | 12 mai 2017         |
| 38         | „Birthdaystruction” „Aniversare virtuală”                               | Josh Sager & Jerome Simpson                       | 30 noiembrie 2016  | 18 iunie 2017       |
| 39         | „The Cat Crib” „Casa de pisică”                                         | Kyle Hart                                         | 1 decembrie 2016   | 10 septembrie 2017  |
| 40         | „Lost in Throckmorton” „Pierdut în Throckmorton”                        | Ciaran Murtagh & Andrew Jones                     | 1 decembrie 2016   | 10 septembrie 2017  |
| 41         | „Dreamcatcher” „Talismanul de pisică”                                   | Ciaran Murtagh & Andrew Jones                     | 5 decembrie 2016   | 16 septembrie 2017  |
| 42         | „Room of Panic” „Camera de panică”                                      | Tim Bain                                          | 5 decembrie 2016   | 16 septembrie 2017  |
| 43         | „Mere Mortals” „Simplii pământeni”                                      | Tim Bain                                          | 7 decembrie 2016   | 17 septembrie 2017  |
| 44         | „The Garkest Timeline” „Gark și ața timpului”                           | Sam Ruano                                         | 7 decembrie 2016   | 17 septembrie 2017  |
| 45         | „The Gark Knight Rises” „Cavalerul Gark: legenda trăiește”              | Ciaran Murtagh & Andrew Jones                     | 6 decembrie 2016   | 23 septembrie 2017  |
| 46         | „Any Takers?” „Se opune cineva?”                                        | Josh Sager & Jerome Simpson                       | 6 noiembrie 2016   | 23 septembrie 2017  |
| 47         | „I, Maxine” „Eu, Macșină”                                               | Josh Sager & Jerome Simpson                       | 20 ianuarie 2017   | 24 septembrie 2017  |
| 48         | „Gark's Got Talent” „Gark are talent”                                   | Ciaran Murtagh & Andrew Jones                     | 20 ianuarie 2017   | 24 septembrie 2017  |
| 49         | „Mirror Mirror” „Oglindă oglinjoară”                                    | Dale Schott                                       | 23 ianuarie 2017   | 30 septembrie 2017  |
| 50         | „Arugula” „Rucola”                                                      | Josh Sager & Jerome Simpson                       | 23 ianuarie 2017   | 30 septembrie 2017  |
| 51–52      | „Gone Gark” „Hai la Gark”                                               | George Sawyer                                     | 30 ianuarie 2017   | 1 octombrie 2017    |

## Premiere internaționale
| Țara           | Canal                        | Data premierii     | Titlul           |
| -------------- | ---------------------------- | ------------------ | ---------------- |
| Marea Britanie | Disney XD                    | 12 mai 2016        | Counterfeit Cat  |
| Canada         | Teletoon                     | 12 mai 2016        | Counterfeit Cat  |
| SUA            | Disney XD                    | 20 iunie 2016      | Counterfeit Cat  |
| Franța         | Disney XD                    | 4 septemberie 2016 | Carrément Chat   |
| Ungaria        | Disney Csatorna Magyarország | 26 septembrie 2016 | Hamis Cica       |
| România        | Disney Channel România       | 26 septembrie 2016 | Motanul deghizat |
| Bulgaria       | Disney Channel Bulgaria      | 26 septembrie 2016 | Псевдокотка      |
| Germania       | Disney XD                    | 17 octombrie 2016  | Falsche Katze    |
| Israel         | Disney Channel Israel        | 19 aprilie 2017    | חתול וחייזר      |